# Štěpánov (Skuteč)
Štěpánov je vesnice, část města Skuteč v okrese Chrudim. Nachází se asi 1,5 kilometru  severně od Skutče. Prochází zde silnice II/305. Štěpánov leží v katastrálním území Štěpánov u Skutče o rozloze 3,92 km².[zdroj⁠?!]

## Pamětihodnosti
- Kostel svatého Matouše s výraznou barokní bání na věži, původně gotický, barokně přestavěn, od roku 2014 chráněný jako kulturní památka. V letech 1785–1786 byla k novému štítu přistavěna mohutná věž s přilbovou střechou a uzavřenou lucernou, do níž byly přemístěny zvony ze samostatně stojící roubené zvonice.
- V blízkosti vsi jsou na výrazném terénním zlomu památné Tři lípy s křížem.
- Východně a západně od vesnice leží části přírodní rezervace Anenské údolí.